# Klassische Philharmonie Stuttgart
Die Klassische Philharmonie Stuttgart setzt sich aus Musikern deutscher Sinfonieorchester und Kammermusikensembles zusammen, die mit Frieder Bernius  zusammenarbeiten. Das Orchester musiziert auf modernen Instrumenten, jedoch gilt das besondere Interesse des Dirigenten und seiner Musiker der stilistischen Differenzierung. Für Aufführungen chorsinfonischer Werke in großer Besetzung ist die Klassische Philharmonie Stuttgart das orchestrale Pendant zum Kammerchor Stuttgart.
Die Klassische Philharmonie Stuttgart ist bei verschiedenen Festspielen wie dem Rheingau Musik Festival, dem Europäischen Musikfest Stuttgart, den Internationalen Festspielen Baden-Württemberg, dem Festival "Wratislavia Cantans" in Wrocław (Polen), den Kasseler Musiktagen, der Philharmonischen Gesellschaft Brüssel, den Herbstlichen Musiktagen Bad Urach und dem Schumannfest Düsseldorf aufgetreten.
Die Idee, einen qualitativ gleichwertigen instrumentalen Partner zum Kammerchor Stuttgart zu schaffen, ist nicht zuletzt mit den gemeinsam eingespielten Werken, wie z. B. Brahms’ Ein deutsches Requiem und Mendelssohns Elias bestätigt worden. Letztere Aufnahme wurde mit dem Diapason d’or und dem Pizzicato Supersonic Award ausgezeichnet.